# AN/APG-80

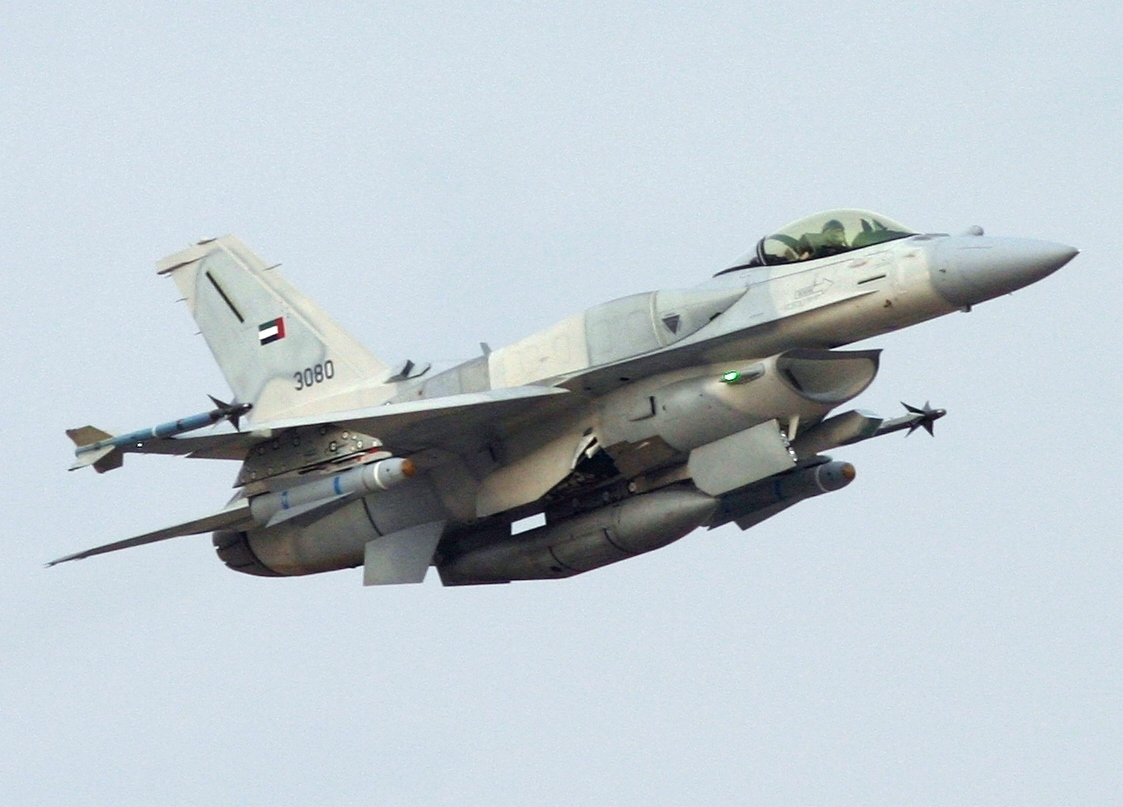
아랍에미리트가 도입한 F-16E/F 블록60으로 4.5세대 전투기로 분류가 되며 AN/APG-80 AESA 레이다를 장착하고 있다

AN/APG-80는 미국에서 개발된 전자주사식 최신형 AESA 레이다다. F-16E/F 전투기와 각종 F-16 계열 개량형(F-16V 등)에 탑재되는 첨단 레이다로서 매우 강력한 최신형 AESA 레이다이다.
한국은 KF-16 전투기에 AN/APG-83 레이더를 장착했다.

## 개요
진보된 해당 레이더는 전투기 표적을 155km 거리에서 탐지할 수 있다.

## AN/APG-83
노스럽 그루먼이 납품하는 AN/APG-83(SABR)레이더는 AN/APG-80보다 더 최신형인 F-16 전투기 전용 레이더 플랫폼이다. 한국 공군의 KF-16 성능개량사업에 사용되는 최신형 AESA 레이더다.

### 레이더 탐지거리/성능
AN/APG-80 레이더의 성능은 10제곱미터 전투기 250km, 5제곱미터 전투기 230km, 1제곱미터 전투기 200km 정도로 알려져 있지만, AN/APG-83 레이더는 상당히 개발된지 얼마 안된 젊은 레이더다.
AN/APG-80 레이더와 같은 AESA 레이더며, 더 최신형이라는것은 분명한 사실이다.

## 같이 보기
- AN/APG-68
- AN/APG-65
- AN/APG-66
- AN/APG-81
- J/APG-1